# Diaueḫe
Diaueḫe (mdi-a-ú-e-ḫi in der Yazilitaş-Inschrift auch mdi-i-a-ú-ḫi, mdi-ia-ú-ḫi) ist ein eisenzeitliches Reich oder eine Koalition von Völkern nördlich von Urarṭu. Seine Hauptstädte waren Šašilu und Zuani.
Es ist nur aus urarṭäischen Inschriften bekannt. Das durchgehend verwendete Determinativ m könnte darauf hindeuten, dass es sich um einen Stamm, kein Reich handelt, Salvini weist jedoch darauf hin, dass ein Wechsel zwischen KUR und m auch bei der Schreibung anderer transkaukasischer Länder zu finden ist.

Diaueḫe

## Geschichte

### Menua
Anfang des 8. Jahrhunderts v. Chr. zog der urarṭäische König Menua nach Inschriften aus Yazılıtaş bei Eleşkirt (HCL Nr. 23) und Süngütaşı gegen Diaueḫe und Erekua zu Felde. Menua berichtet von der Eroberung von Diaueḫe und der Königsstadt Šašilu[ni]. Er rühmt sich, das Land samt den Burgen verbrannt zu haben. Er zog bis an die Grenze von Diaueḫe in den „Pass-Ländern“ (Sesetili), in der Stadt Zua und an der Wasserzuleitung der Stadt Utuha. Utupursi[ni], der König von Diaueḫe, unterwarf sich. „Er kam vor mich, er umfasste [meine] Füße(?), er warf sich nieder(?), ich gewährte Gnade, ich zwang [ihn] zur Tributzahlung, er gab Gold [und] Silber, er gab Tribut.“ Deportierten in Diaueḫe gab der König ihren Besitz zurück. Auf der Stele von Zivin (Süngütaşı bei Sarıkamış, HCL Nr. 24) berichtet er, die Stadt Šašilu erobert zu haben und hier eine Stele für den Gott Ḫaldi errichtet zu haben.
„Menua spricht: Ich brachte an mich Šašilu, ich [besti]mmte diesen Stein dem [Ḫal]di, meinem Herrn.“
Daraus ließe sich ableiten, dass Šašilu in Zivin lag.
Menua erwähnt auch ein Land Tariuni des Königs von Diaueḫe.
Inschriften aus Taşburun und Başbulak berichten von Bauten, die der König hier errichten ließ.
Diaueḫe zahlte also Tribut, wurde dem Reich aber nicht angegliedert, bis auf Baltuliḫi und Haldiriluḫi, die Menua „hinwegriß“.

### Argišti I.
Nach der Horhor-Inschrift war Diaueḫe im 2. Regierungsjahr des Argišti I. zusammen mit Luša, Katarza, Etiuḫi und Witeruḫi Ziel eines Feldzuges. Diaueḫe zahlte einen Tribut von 20,5 kg Gold, 18,5 kg Silber und 5 t Kupfer, wurde jedoch nicht endgültig unterworfen.
In der Hanak-Inschrift berichtet Argišti von seinem Feldzug gegen das Land Tariu. Nach der Eroberung von Tariu zieht er weiter zum Land Ḫušauša, zum Land Biani und zum Land Ašqalaši. Vor der Stadt Aḫuria (a-su[-nini]) erschien der König von Diaueḫe, um Tribut zu entrichten. Die folgenden Passage sind schlecht erhalten, berichten aber scheinbar von der Ablehnung des Tributes („ich warf ihn weg“), der Zerstörung zweier Städte und einer Beute von 72080 „fetten Rindern“. Es wurde eine unlesbare Anzahl von Gefangenen gemacht, die Argišti teils tötete, teils verschleppte. Insgesamt will Argišti auf diesem Feldzug sechs Festungen zerstört und 50 Städte verbrannt haben Die Inschrift endet mit der üblichen Fluchformel gegen den, der sie zerstört: der Gott Ḫaldi und der Gott Quera möge ihn auslöschen.
Auch die Inschrift von Surb Saak berichtet von Feldzügen gegen Diaueḫe (Bruchstück A) und seine Verbündeten (Bruchstück B, Rückseite), dem Land Luša, dem Land Katarza, dem Volk Eriaḫi, dem Volk Uiteruḫi (Witeruchi).

### Sarduri II.
Sarduri II. führte weitere Feldzüge im Norden gegen Etiune, Iga und zweimal gegen Qulḫa in der Nähe von Ḫuša.

## Lage
| Tušpa |

| Tercan |

| Aşkale |

| Hasankale |

| Erzurum |

| Hanak |

| Zivin |

| oberer Coruh |

| Muratquelle |

| Çıldır-See |

Burney hält eine Lage von Diaueḫe zwischen Pontus, Erzurum und Erzincan für wahrscheinlich und favorisiert die Gegend zwischen Tercan und Aşkale sowie die Ebene von Hasankale. Diakonoff und Kashkai lokalisieren Diaueḫe zwischen Erzurum und dem oberen Euphrat, „und weiter im Norden“. Glaubt man der Gleichsetzung von Zivin bei Horasan mit Sasilu, hätte Diaueḫe bei Erzurum gelegen.
Dinçol und Dinçol wollen das in der Hanak-Inschrift erwähnte Taraiu mit Hanak gleichsetzen. Bia und Huša müssten dann nördlich davon liegen, ebenso wie Ašqalaši und Aḫuria, und die Grenzen von Diaueḫe könnten bis nach Georgien reichen. M. Salvini lokalisiert Diaueḫe im oberen Çoruh-Tal. Nach Diakonoff und Kashkai (1982, 26) entspricht der Çoruh dem antiken Τάοχοι/Τάοι.
Arutjunian erwägt, die zweite Hauptstadt Zuaini mit dem modernen Zivin südwestlich von Sarıkamış gleichzusetzen. Er hält eine Lage von Diauehe zwischen dem Araxes, Pasinler und Delibaba-Velibaba für möglich.
Diakonoff und Kashkai bringen Ḫaldiriluḫi mit den Namen Çaldiran, einer Region nördlich von Kars, dem Çıldır-See, dem Fluss Çaldırsu und dem Çaldırdağ in Verbindung. Sagona will den Namen Ḫaldiriluḫi auf den Gott Ḫaldi zurückführen und lokalisiert die Stadt am Çıldır-See.

## Diaueḫe und Daiaeni
Die Gleichsetzung von Diaueḫe mit Daiaeni geht auf Grigorij A. Melikišvili zurück. Auch Russel will Diaueḫe auf Grund des Namens mit Daiaeni gleichsetzen, es läge damit im Quellgebiet des Euphrat. Kaukasiologe Heinz Fähnrich fasst die beiden Länder unter dem Namen Diaochi zusammen. Köroǧlu plädiert für eine Lage im nördlichen Anatolien. Daraus ließe sich ableiten, dass Salmanasser III. bis ins nördliche Urartu oder gar nach Georgien vorgedrungen sei. Dies lehnt Burney jedoch entschieden ab. Aus der Höhe des Tributs schließt er ferner, dass Diaueḫe auch „sicher nicht die Ausdehnung der heutigen Sowjetrepublik Armenien besessen“ habe. Die Lokalisierung von Daiaeni hängt unter anderem davon ab, ob man unter dem „Oberen Meer von Nairi“ den Vansee oder das Schwarze Meer versteht.
Diaieni wird manchmal als „Land der Söhne des Daia oder Dia“ interpretiert.

## Städte
- Šašilu, Hauptstadt
- Utuha
- Zuaini, Hauptstadt
- Ḫaldiriluḫi (URUḫa-al-di-ri-ul-ḫe KURe-ba-a-ni-i-e) unter Menua nach Urarṭu eingegliedert

## Bezirke und Stämme
- Ardarakiḫi, mar-da-raki-ḫi (Stamm)
- Ašqalaši, KURÁš-qa-la-ši-e, KURÁš-qa-la-a-ši-i-e-di
- Baltuḫi, mBal-tú-ul-ḫi, mBa-al-tú-ú-ul-ḫi-e (Stamm), unter Menua nach Urarṭu eingegliedert
- Kabiliḫi (Stamm)
- Kada
- Šaški, mŠa-áš-ki-e-ḫi (Stamm)

## Herrscher
- Utupurši